# Eugène II
Eugène II, né à Rome, fut le 99e pape de 824 à 827.

## Biographie
Il négocia avec l'empereur Louis le Pieux la Constitutio romana de 824. Ce texte reconnaissait l'autorité de l'empereur d'Occident sur Rome et rappelait que l'élection d'un pape était soumis à l'approbation de l'empereur.
Il tint un concile à Rome en 826 pour la réforme du clergé.
Sa charité lui mérita le titre de « Père des pauvres ».
On lui attribue l'institution de l'épreuve par l'eau froide.